# パルヌ

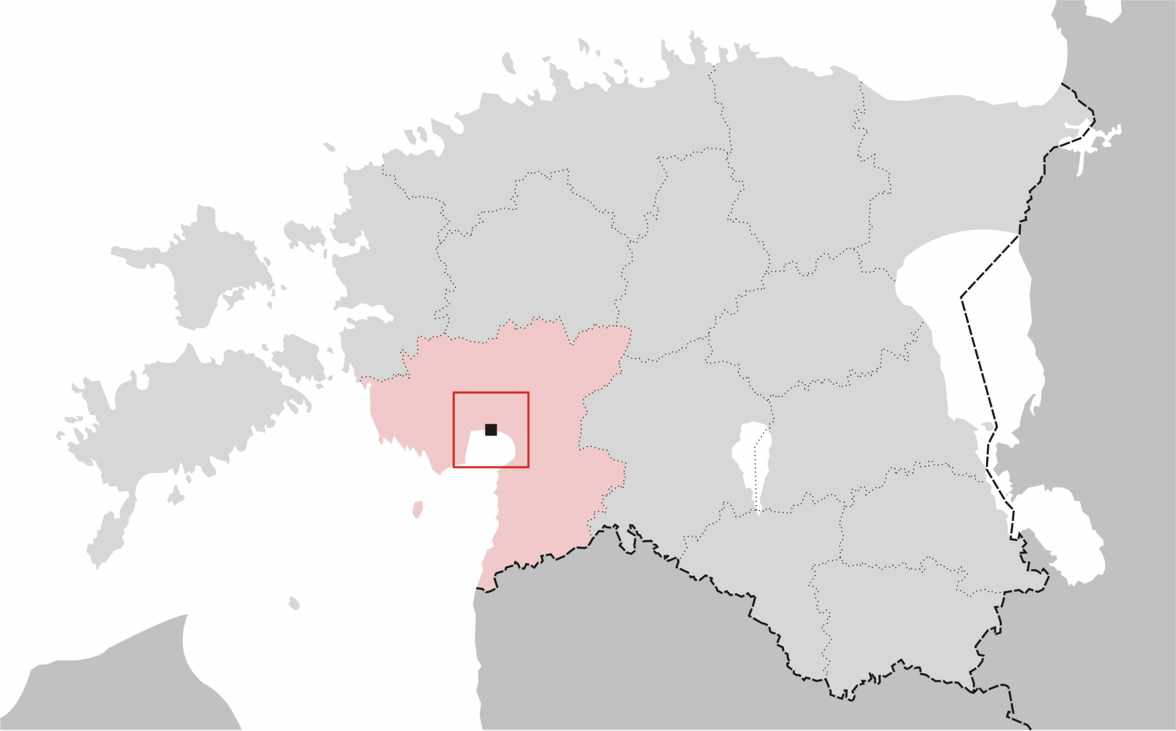
パルヌの位置

パルヌの旗

パルヌの紋章

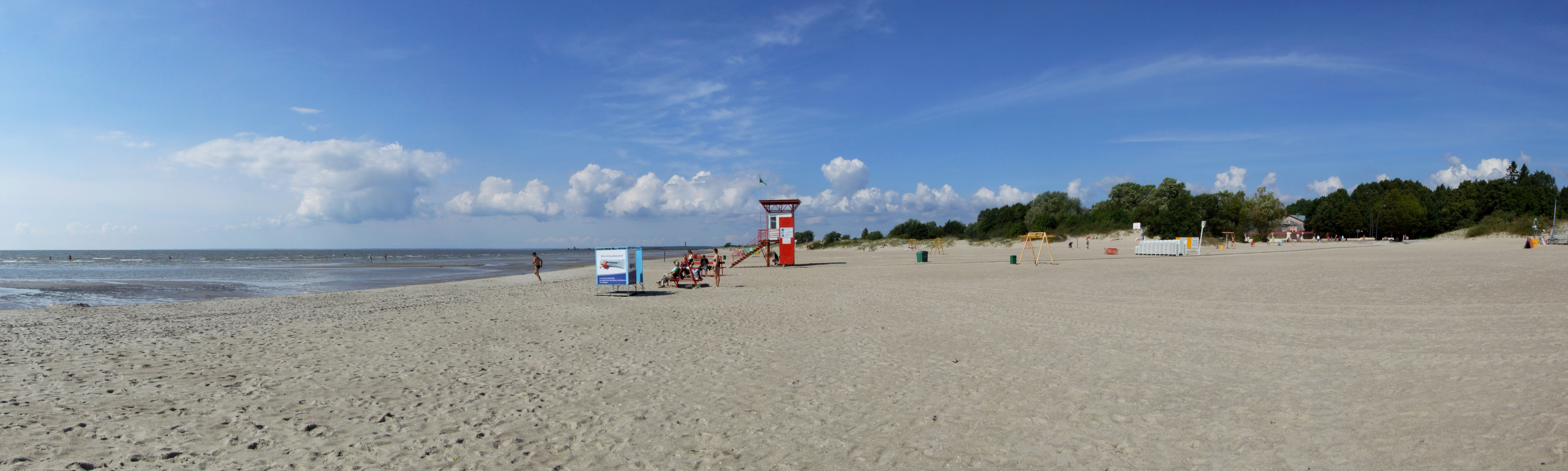
海岸の風景

パルヌ（Pärnu）は、エストニアの都市。バルト海のパルヌ湾沿いにある都市であり、エストニア屈指のリゾート地としても知られる。ピャルヌ、ペルヌとも表記される。人口は4万136人（2019年1月時点）。

## 地勢・産業
バルト海のパルヌ湾沿いに位置しており、街をパルヌ川が流れる。港湾都市としての機能を果たすほか、エストニア屈指の観光都市であり、国内のみでなくフィンランドなどからの観光客も訪れる。近隣の都市としては、約65キロメートル東のヴィリヤンディが挙げられる。約45キロメートル南がエストニア・ラトビア間の国境である。

## 歴史
13世紀、リヴォニア騎士団がこの地に拠点を築いた。バルト海と内陸を結ぶ交易路上に位置しており、14世紀半ばよりハンザ都市のひとつとして繁栄した。その支配国を幾度かかえたのち、18世紀の大北方戦争によってロシア帝国に征服され、1721年のニスタット条約でその領有が確認された。19世紀前半より、パルヌはリゾート地としての開発が進められた。第一次世界大戦後にエストニアの一部として独立を果たしたが、第二次世界大戦中にソ連によって併合された。東欧革命の過程でエストニアが再独立を果たし、パルヌも再びエストニア領となった。

## 姉妹都市
市川市、日本